# Tufolo
Tufolo (AFI: [ˈtufolo]), in passato nota come Tuvolo, è un quartiere di Crotone situato tra il centro e la località Farina.

## Storia
Si è sviluppato come quartiere grazie alla crescita industriale e demografico della città.

## Società

### Istituzioni, enti e associazioni
Ospita la caserma dei pompieri.

### Religione
Sono presenti due parrocchie cattoliche.

## Sport

### Pallamano
La Pallamano Crotone gioca nel quartiere di Tufolo e ha partecipato in Serie A2 maschile nel campionato 2002/2003, vincendo anche una coppa regionale.

### Impianti sportivi
È sede dell'arena coperta detta PalaKrò.